# Tartan Ribbon
Tartan Ribbon va ser la primera fotografia en color de la història. Va ser obtinguda pel fotògraf Thomas Sutton seguint les directrius del físic James Clerk Maxwell l'any 1861.

## Producció
Per a la realització d'aquesta fotografia es van utilitzar tres negatius obtinguts amb filtres de color blau, vermell i verd. Posteriorment, aquests negatius es van projectar sobre una pantalla per crear una sola imatge. Aquest nou sistema additiu de tres colors es va anomenar tricromia.
Tota pel·lícula blanca i negra moderna és sensible a tots els colors, encara que la foto final la veiem en escala de grisos. Aquest tipus de material se'l coneix com a pancromàtic, és a dir, sensible a tots els colors. No obstant, el material usat per Maxwell i Sutton (placa de vidre amb el mètode de col·lodió humit) era ortocromàtic, la qual cosa vol dir que només era sensible a l'ultraviolat i al blau. Això vol dir que l‟experiment va haver d'haver fallat.
Gairebé cent anys després es van descobrir les raons per les quals l'experiment va funcionar. La separació de tres colors es va donar perquè, per una part, el filtre verd va deixar entrar una mica de llum blava i, per altra, el color vermell també té la característica de transmetre llum ultraviolada.

## Context
En maig de 1861 Maxwell va fer una conferència a la Royal Institution de Londres on va explicar una teoria sobre els tres colors primaris inspirada en el treball de Thomas Young (1802) que consistia en la idea que es pot aconseguir qualsevol color partint d'aquests, igual que es feia a la pintura.
Durant la xarla es van exposar diferents fotografies tomades per Thomas Sutton, inventor de la càmera SLR (reflex de una lent). En el seu experiment, Maxwell va utilitzar pigments per pintar trossos de vidre (essencialment filtres vermell, verd i blau) a través dels quals es van fer i projectar tres fotografies blanc i negre. També se'n va prendre una altra a través d'un filtre groc però aquesta no va ser utilitzada en la demostració. La raó per la qual es va fer aquesta foto extra era demostrar que el verd, i no el groc, era el color primari més adequat per provar la teoria
L'experiment es va donar de la següent manera: es van fer tres fotografies successives d'una cinta amb els filtres vermell, verd i blau (juntament amb una groga que al final no es va fer servir). Durant la demostració es van fer servir tres projectors amb llum del mateix color que la fotografia que estava projectant (el projector que mostraria la fotografia feta amb el filtre vermell la projectava amb llum vermella i així successivament). Les tres projeccions es van alinear sobre una mateixa superfície donant com a resultat una fotografia a color.
Aquesta, no obstant, va ser també la demostració del mètode RGB o additiu que és el principi de la creació de colors a càmeres digitals, pantalles de cel·lular, televisions, ordinadors i projectors actuals entre d'altres.

## Evolució de la fotografia en color
Al llarg del segle xix i principis del XX la tècnica més utilitzada per pintar les fotografies era aquarel·les, oli, anilines i altres pigments. No obstant, aquest procés era més artístic que no fotogràfic. A l'època del daguerreotip ja es podia pagar un suplement per aconseguir la imatge pintada, i en països com Japó les fotografies es pintaven per a la seva venda al estrangers.